# Mobelha-grande
A mobelha-grande (Gavia immer) é uma ave da família Gaviidae. Possui 90 cm de comprimento e pode mergulhar até 81 m de profundidade nas águas de lagos e rios. Com as suas patas implantadas bem atrás no corpo, abre caminho quando mergulha, mas é-lhe difícil andar em terra seca. Por vezes, emite um som, um chamamento ruidoso e lamentoso ou geme e ri loucamente, estranhos ruídos esses que com frequência se ouvem de noite.

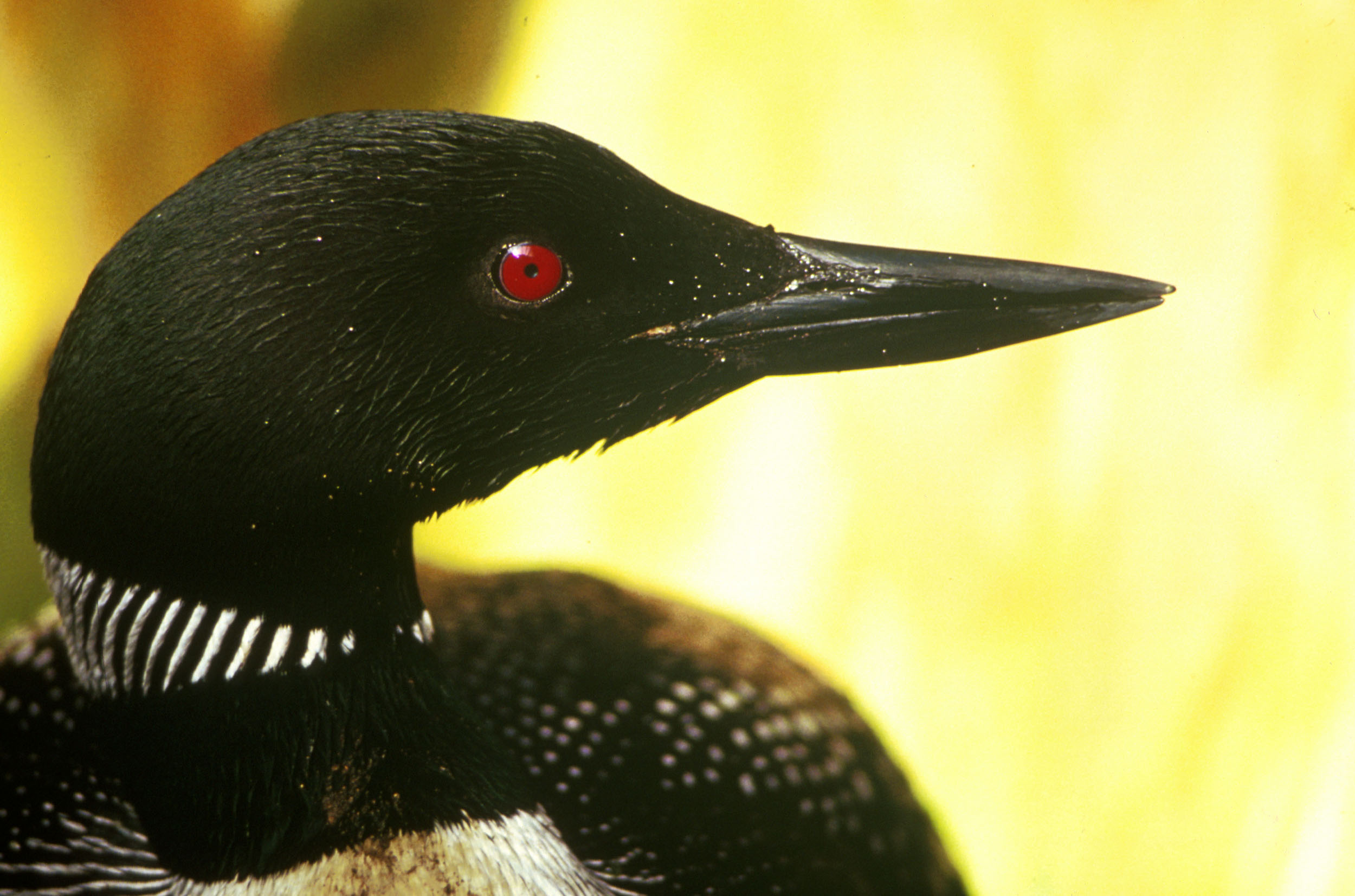
Cabeça de mobelha-grande

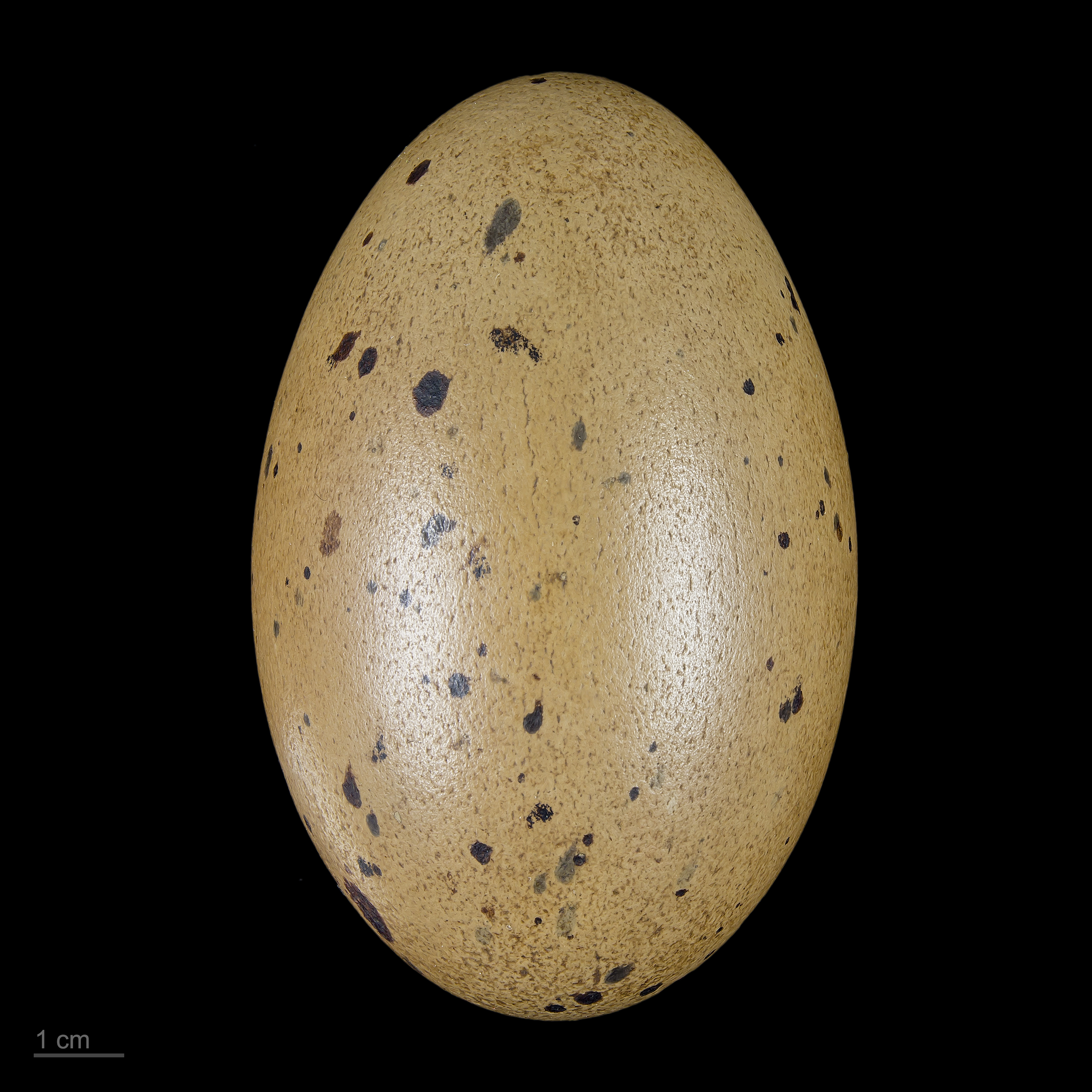
Gavia immer - MHNT

Esta ave está presente nas moedas de dólar canadense.

## Subespécies
A espécie é monotípica (não são reconhecidas subespécies)